# سيدا (ليتفانيا)
سيدا (بالإنجليزية: Seda, Lithuania) هي منطقة سكنية تقع في ليتوانيا في Mažeikiai district municipality. يقدر عدد سكانها بـ 1,260 نسمة .